# Gobio volgensis
Gobio volgensis är en fiskart som beskrevs av Vasil'eva, Mendel, Vasil'ev, Lusk och Lusková 2008. Gobio volgensis ingår i släktet Gobio och familjen karpfiskar. IUCN kategoriserar arten globalt som livskraftig. Inga underarter finns listade i Catalogue of Life.